# Eudarluca
Eudarluca — рід грибів родини Phaeosphaeriaceae. Назва вперше опублікована 1908 року.

## Класифікація
До роду Eudarluca відносять 10 видів:
- Eudarluca australis
- Eudarluca biconica
- Eudarluca brenesii
- Eudarluca caricis
- Eudarluca connata
- Eudarluca filum
- Eudarluca indica
- Eudarluca mycophila
- Eudarluca quinqueseptata
- Eudarluca venezuelana